# Клима Азербејџана
Клима Азербејџана је веома разнолика. Девет од једанаест постојећих климатских зона присутно је у Азербејџану.

## Географија
Азербејџан се налази на северном крају суптропског појаса, у југоисточном делу Кавказа и северозападном делу иранске висоравни. Географски положај и пејзаж, близина Каспијског језера, ефекат сунчевог зрачења, ваздушне масе различитог порекла итд. доприносе његовој климатолошкој разноликости.

### Пејзаж
Као претежно планинска земља, Азербејџан је окружен Великим Кавказом, Малим Кавказом, Талишким и северноиранским планинама. Курско-араксинска низија, између Великог и Малог Кавказа, протеже се до Каспијског језера у источном делу земље. Велики Кавказ, смештен на северу земље и протежући се од северозапада до југоистока, штити земљу од директних утицаја северних хладних ваздушних маса. То доводи до стварања суптропске климе на већини подножја и равница земље. Остали планински ланци који окружују земљу такође утичу на циркулацију ваздуха. Комплексност пејзажа узрокује неравномерно формирање климатских зона и ствара вертикалне климатске зоне.

### Сунчево зрачење
Азербејџанске равнице и подножја имају високе стопе сунчеве радијације. Сунце сија годишње од 2200 до 2400 сати на курско-араксинским низијама, полуострву Апшерон и осталим равницама и подножју, и 2600 до 2800 сати на равницама око реке Аракс у региону Нахчиван. Због повећане облачности у планинским регионима, та подручја примају само 1900 до 2200 сати директне сунчеве светлости.
Сунце сија 2200 до 2500 сати годишње на надморским висинама преко 3000 метара. Укупно годишње зрачење износи 128—132 kcal/cm². Према планинама опада на 120—124 kcal/cm², на надморској висини од 500 до 600 метара изнад нивоа мора, а затим се постепено повећава и достиже 140—150 kcal/cm² на надморским висинама изнад 3000 метара на Великом и Малом Кавказу.
Укупна количина сунчевог зрачења која утиче на равнице Араза у Нахчивану износи kcal/cm². На планинама се повећава, достижући 152—160 kcal/cm². Сунчево зрачење на равницама и подножју земље износи 40—50 kcal/cm², у Ленкорану, 50—60 kcal/cm², на планинама, 15—25 kcal/cm².

### Кружење ваздушних маса
На формирање климе у Азербејџану утичу различите ваздушне масе. Хладне ваздушне масе, као што су Кара и скандинавски арктички антициклони, умерени сибирски антициклони и поморски Азори, максимално утичу на климу. Исто тако, тропске вруће ваздушне масе (суптропски антициклон и јужни циклони), као и средњоазијске антициклоне и локални временски услови, имају утицај. Ове ваздушне масе улазе у земљу на различите начине захваљујући разноликој географији. Дакле, иако не спречавају вруће масе да уђу у Азербејџан са југа, хладне континенталне и поморске ваздушне масе узрокују промене својстава тих врућих ваздушних маса и утичу на динамику атмосфере.

## Главни аспекти
Неки од главних утицаја на азербејџанску климу су температура, падавине, влажност, брзина испаравања и облачност.

### Температура
Температурни режим и његова дистрибуција по Азербејџану су редовни и зависе од карактеристика ваздушних маса које улазе у земљу, регионалног пејзажа и близине Каспијског језера које узрокује пад температура у морским областима (20 километара од мора) лети и пораст зими. Истовремено, море ублажава утицај врућих и сувих ваздушних маса које долазе из Средње Азије. Просечна годишња температура је 14—15 °C у Курско-араксинској низији, приобалним регионима јужно до полуострва Апшерон и у Ленкоранској низији. Температура опада са близином планина, у просеку 4—5 °C на надморској висини од 2000 метара и 1—2 °C на 3000 метара.
Минимална (–33 °C) и максимална температура (46 °C) забележени су у Џулфинском и Ордубадском рејону.

### Падавине
Максималне годишње падавине су забележене у Ланкарану (1600 до 1800 mm) и минималне на Апшеронском полуострву (200 до 350 mm).

## Климатски типови
Узимајући у обзир дистрибуцију и карактеристике времена, температуре, влажности и падавина, девет од једанаест климатских образаца у Кепеновој класификацији климата може се наћи у Азербејџану. Многи од ових образаца подељени су у подтипове:
- Степска и сува степска клима покривају централну низију на Куру до 400 метара, каспијска зона од краја реке Самур до залива Гизилагај, равнице Нахчиван дуж реке Араз и долине Талиских планина испод 1000 метара. Годишње падавине чине 15 до 50 процената могућег испаравања. Зиме су обично хладне, а лета могу бити веома врућа, понекад и преко 40 °C.[2]
- Полупустињска и сува степска клима са хладном зимом и сувом врућом климом.
- Умерена клима са благим, сувим зимама покрива јужна брда (испод 1000 метара) Великог Кавказа, долину Ганих-Еиричај између 200 и 500 метара, а северно и источно брдо Малог Кавказа између 400 и 1500 метара. Годишње падавине чине 50 до 100 процената могућег испаравања у овој климатској зони.[2]
- Умерено топла клима са сувим летима покрива регион Ланкаран-Астара. Годишње падавине чине 100 до 150 процената или више од могућег испаравања. Зиме су прохладне, лета врела и сува, а јесени кишовите. Период од маја до августа је обично сув, захтева вештачко наводњавање.[2]
- Хладне, суве зиме покривају југоисточна брда Великог Кавказа између 1000 и 2700 метара, а планински региони Малог Кавказа између 1400 и 2700 метара. Годишње падавине чине 75 до 100 процената могућег испаравања. Лета су прохладна, а зиме благе.[2]
- Хладна клима са прохладним, сувим летима покрива средње и високе планине Нахчивана између 1000 и 3000 метара. Годишње падавине чине 50 до 100 процената могућег испаравања. Лета су прохладна, а зиме довољно хладне за снег.[2]
- Умерена клима са једнаком расподелом падавина покрива планинске шуме на југу између 600 и 1500 метара, а североисточна брда Великог Кавказа између 200 и 500 метара. Годишње падавине чине 75 до 100 процената могућег испаравања на јужним брдима, а 50 до 100 процената на североисточним брдима. Зиме су прохладне, лета топла.[2]
- Хладна клима са обилним падавинама током целе године јавља се на јужним брдима Великог Кавказа између 1500 и 2700 метара, који укључују шумске, субалпске и алпске зоне. Годишње падавине чине више од 150 до 200 процената могућег испаравања. Зиме су хладне, лета прохладна.[2]
- Алпска тундра покрива подручја Великог и Малог Кавказа изнад 2700 метара, а Нахчиван изнад 3200 метара. Годишње падавине чине више од 100 до 200 процената могућег испаравања. Зиме и лета су хладна. Снег се местимично топи тек следеће зиме.[2]